# João Benta
João Ricardo Cardoso Benta, conegut com a João Benta, (Esposende, 21 de desembre de 1986) és un ciclista portuguès, professional des del 2009 i suspès del del 2023 fins al 2031 per dopatge.
A l'octubre de 2010 va donar positiu en un control i va ser sancionat durant tres anys.
Al juliol de 2023 se'l torna a sancionar fins al 2031 i se'l desposseeix dels seus triomfs entre 12 juliol 2017 i 6 febrer 2023.

## Palmarès
- 2008
  - 1r a la Volta a Portugal del Futur
- 2015
  - 1r al Trofeu Joaquim Agostinho i vencedor d'una etapa
  - Vencedor d'una etapa al Gran Premi Jornal de Notícias
- 2016
  - Vencedor d'una etapa al Trofeu Joaquim Agostinho
- 2017
  - Vencedor d'una etapa al Trofeu Joaquim Agostinho